# Le Siana
Le Siana（ルシャナ）は、日本の女性アイドルグループ。2012年10月にデビューした奈良県初のご当地アイドルである。グループ名は東大寺の大仏、盧舎那仏（るしゃなぶつ）にちなんで命名。「ご当地アイドル殿堂入り」。SAKURA entertainment所属。

## 概要
奈良からご当地アイドルを誕生させようと、奈良の音楽事務所音楽屋COZY（コージー）と音楽レーベルembricks（エンブリックス）が共同で「奈良発ご当地アイドルユニットプロジェクト」を発足。奈良県内全域から56人の応募があった中から3度の審査により選ばれ、研究生として歌、ダンスの練習を積んできた12人により、2012年10月21日、奈良市の「オールデイ カフェダイニング コウヘイ」にて最終選考が行われ、12人全員が合格。12歳から20歳、平均年齢15歳の1期生メンバーにより、奈良ご当地アイドルLe Siana（ルシャナ）が誕生した。グループ名は東大寺の大仏「盧舎那（るしゃな）仏像」に由来し、「大仏様のように大きな存在に」との意味が込められている。なお、グループ名が決まるまでの仮の名前には、奈良県を代表する名産品あすかルビー（いちご）と大和茶から付けられた「ストロベリーティー」というものがあった。2013年3月6日、大阪のライブハウスヒルズパン工場にて初のワンマンライブ「ヤマトナデシカ」を開催。CDシングル『ルシャナの気持ち』を発売し、インディーズデビューした。イベントタイトル決定までの仮タイトルは「ルシャナリエ」であった。2013年4月24日より奈良市のライブハウス奈良NEVER LANDにて奈良県内定期ライブとなるルシャナ会（仮）を開催。9月8日からはイトーヨーカドー奈良店にてスポンサー企業とのタイアップにより毎月定期開催となるルシャナの日を開催。2013年7月14日、15日、北陸アイドルフェスティバルに初遠征し、以降奈良県内にとどまらず、名古屋、東京、北海道など活動の範囲を広げた。2014年4月にはアメリカワシントンD.C.で開催された全米桜祭りにご当地アイドルとして初出演している。2015年8月1日、メジャーデビュー決定を発表。9月5日よりCD購入予約を受け付けるリリースイベント開始。11月25日、メジャーデビューシングル『まほらば！』をリリースし、メジャーデビューを果たした。24日付けのオリコンのデイリーチャートは24位。2017年8月より出身地を奈良県に限定せずに新メンバー4人を迎え、6人体制となって2ndシーズン始動。
- 隔週木曜日A-kukanにて定期ライブ「ルシャナの木曜説法会」開催。
- 同じSAKURA entertainment所属の姉妹グループに堺・泉州地域ご当地アイドルグループ「Culumi（クルミ）」と東大阪地域ご当地アイドルグループ「Ellis et Campanule（エリスエットカンパニュール）」、名古屋地域ご当地アイドルグループ「misolla(ミソラ)」がある。同事務所所属アイドルグループ合同で「イロハサクラ」というグループも結成している。

## メンバー

### 正規メンバー
| 名前(読み)                 | ニックネーム | 担当カラー     | 生年月日              | 出身   | 活動期間        | 備考                             |
| -------------------------- | ------------ | -------------- | --------------------- | ------ | --------------- | -------------------------------- |
| 来栖璃音 （くるす りおん） |              | チェリーピンク | 2007年4月13日（18歳） | 大阪府 | 2024年5月19日 - | Twinkle☆Troupe、イロハサクラ兼任 |

### 卒業メンバー
| 名前（読み）                     | ニックネーム     | 期/担当カラー  | 生年月日               | 出身   | 卒業日                     | 備考 |
| -------------------------------- | ---------------- | -------------- | ---------------------- | ------ | -------------------------- | --- |
|                                  | ゆっきのん       | 1期生          | 1993年12月9日（31歳）  | 奈良県 | 2013年2月5日               | 卒業後:2013年度橿原市観光親善大使『さらら姫』→友井 雪乃（ともい ゆきの）名義 |
|                                  | りりり           | 1期生          | 1995年9月18日（29歳）  | 奈良県 | 2013年2月5日               | |
|                                  | ゆか             | 2期生          |                        | 奈良県 | 2013年10月5日（消息不明）  | |
|                                  | りさんこ         | 1期生          | 1994年5月16日（31歳）  | 奈良県 | 2014年3月29日              | ブラックジュエリー |
|                                  | しょぉか         | 1期生          | 1998年6月28日（27歳）  | 奈良県 | 2014年5月24日              | ブラックジュエリー |
|                                  | すーちゃん       | 1期生          | 1997年9月13日（27歳）  | 奈良県 | 2014年10月19日             | ブラックジュエリー |
|                                  | ゆぃのら         | 1期生          | 1994年8月25日（30歳）  | 奈良県 | 2014年10月19日             | ヴァイオレットルージュ 卒業後:奈良県ご当地野良猫ソロアイドル/関西でちゃう！ガールズ→倉科 ゆい（くらしな ゆい）名義/THE CAT HEARTS |
|                                  | みる（みるぼん） | 3期生          | 1995年8月28日（29歳）  | 奈良県 | 2015年8月27日              | 元Team Kalra Sチーム |
| 花里菜里花 （はなざと なりか）   | なっち           | 1期生          | 1998年8月25日（26歳）  | 奈良県 | 2016年1月8日（消息不明）   | 元Team Kalra チェリーブロッサム（ふるーる en レーヴ） Sチーム |
| 大和明日香 （やまと あすか）     | あーちゃん       | 1期生          | 1999年7月10日（26歳）  | 奈良県 | 2016年3月13日              | ヴァイオレットルージュ Lチーム |
| 繭香舞 （まゆか まう）           | まう             | 3期生          | 1999年7月30日（26歳）  | 奈良県 | 2016年3月17日              | 元Team Kalra Sチーム 卒業後:NEVE SLIDE DOWN→Mizuhi（みずひ）名義 |
| 海月古都梨 （みつき ことり）     | みっきー         | 3期生          | 2001年1月29日（24歳）  | 奈良県 | 2016年5月17日（消息不明）  | Pink Snow Flower兼任 元Team Kalra Sチーム |
| 星奈らん （ほしな らん）         | らん             | 4期生          | 1999年6月9日（26歳）   | 奈良県 | 2016年4月16日              | 元Team Kalra |
| 茉井良菜 （まつい らな）         | らな             | 1期生          | 1999年1月13日（26歳）  | 奈良県 | 2016年6月4日               | ヴァイオレットルージュ Sチーム 卒業後:煌めき☆アンフォレント/白玉ピロリン帝国+（ソロ） |
| 日向菜々子 （ひなた ななこ）     | ななこ           | 3期生          | 1998年3月25日（27歳）  | 奈良県 | 2016年6月18日              | 元Team Kalra 初代リーダー Lチーム 卒業後:ハニースパイス/TOKYO SWEET PARTY→ひなた ななこ名義 |
| 蒼井みか （あおい みか）         | みか             | 4期生          | 2002年7月15日（23歳）  | 奈良県 | 2016年9月1日               | Pink Snow Flower兼任 元Team Kalra 卒業後:SAKURA entertainment所属ソロタレント |
| 堂本苺愛 （どうもと もえ）       | もえ             | 1期生          | 1996年12月19日（28歳） | 奈良県 | 2016年9月14日              | Pink Snow Flower兼任 チェリーブロッサム（ふるーる en レーヴ） Lチーム |
| 相沢美玲 （あいざわ みれい）     | みぃ             | 1期生          | 1999年2月3日（26歳）   | 奈良県 | 2016年10月29日             | キャプテン Pink Snow Flower兼任 チェリーブロッサム（ふるーる en レーヴ） Sチーム 卒業後:桃色革命 桃レボWEST |
| 小倉あん （おぐら あん）         | あん             | 2期生          | 2000年12月30日（24歳） | 奈良県 | 2016年10月29日             | Pink Snow Flower兼任 Lチーム 卒業後:煌めき☆アンフォレント |
| 菟田野まな （うたの まな）       | まな             | 4期生          | 1999年11月14日（25歳） | 奈良県 | 2016年10月29日             | Pink Snow Flower兼任 元Team Kalra 卒業後:にじいろ学園SEASON4/夢幻クレッシェンド→渡辺 ミコ（わたなべ みこ）名義 |
| 月野みな （つきの みな）         | みーにゃ         | 4期生          | 1999年2月1日（26歳）   | 奈良県 | 2016年10月29日             | Pink Snow Flower兼任 元Team Kalra 2代目リーダー |
| 瀧本詩愛 （たきもと しあ）       |                  |                |                        |        | 2016年11月26日（消息不明） | 研究生 |
| 小鳥遊あみ （たかなし あみ）     | あみめろ         | 4期生          | 1998年10月7日（26歳）  | 奈良県 | 2017年4月20日              | Pink Snow Flower兼任 元Team Kalra |
| 西倉優 （にしくら ゆう）         | 優ちゃん         | 4.5期生        | 1996年1月18日（29歳）  | 奈良県 | 2017年6月8日               | |
| 服部ゆうみ （はっとり ゆうみ）   | ゆうみん         | 5期生          | 1998年6月28日（27歳）  | 大阪府 | 2018年10月14日             | |
| 藤岡花 （ふじおか はな）         | はなちゃん       | 5期生          | 2003年8月18日（21歳）  | 奈良県 | 2019年7月15日              | イロハサクラ兼任 |
| 朝丘初 （あさおか うい）         | ういちゃん       | 5期生          | 1999年9月18日（25歳）  | 大阪府 | 2019年10月27日             | イロハサクラ兼任 |
| 龍音寺瑠衣 （りゅうおんじ るい） | るいちゃん       | 3期生          | 2000年11月7日（24歳）  | 奈良県 | 2020年12月27日             | Pink Snow Flower/イロハサクラ兼任 元2ndチーム『Team Kalra（チームかるら）』 Lチーム |
| 天谷桃寧 （あまや ももね）       | ももねぇ         | 1期生          | 1992年7月9日（33歳）   | 奈良県 | 2023年7月22日              | リーダー Pink Snow Flower/イロハサクラ兼任 旧ニックネーム:ももちゃん ブラックジュエリー Lチーム SAKURAentertainment一の大食い キャッチフレーズ:桃の果汁とももぱわーっであなたの心を潤したい 奈良テレビフライデー9 ロケアシスタント準レギュラー ならどっとエフエム、番組アシスタントMC（2018～） 上田学園コレクション2017にモデルとして出演 国文祭・障文祭なら2017のPR隊就任 |
| 咲良木愛波 （さくらぎ あゆな）   | あゆな           | 6期生          | 2004年9月10日（20歳）  | 奈良県 | 2023年7月22日              | イロハサクラキャプテン オレンジ担当 2024年6月開催のクロフェスにサポートメンバーとして出演 |
| 永瀬かこ （ながせ かこ）         | かこちゃん       | 5期生          | 2002年2月21日（23歳）  | 大阪府 | 2023年7月22日              | イロハサクラ 水色担当 |
| 藍あいさ （あい あいさ）         | あいさ           | 紫陽花パープル | 1996年9月25日（28歳）  | 大阪府 | 2024年3月30日              | 元アカペラー 東京ミュウミュウ声優アイドルオーディション ファイナリストとして動画出演 mysta ドリームパスポート MV『OH!!Summer!!』出演 mysta festa+inサンリオピューロランド 出演 NHKスペシャル 「南海トラフ巨大地震」 エキストラ出演（2023年） |
| 西倉優 （にしくら ゆう）         | 優ちゃん         | 飛鳥レッド     | 1996年1月18日（29歳）  | 奈良県 | 2024年4月10日              | 上田学園コレクション2017にモデルとして出演 国文祭・障文祭なら2017のPR隊就任 |
| 姫野ろえ （ひめの ろえ）         | ろえちゃん       | 檸檬イエロー   | 2002年12月24日（22歳） | 大阪府 | 2024年8月2日               | NHKスペシャル 「南海トラフ巨大地震」エキストラ出演（2023年） |
| 颯真生 （はやて まう）           | まうちゃん       | 瑠璃ブルー     | 1999年9月30日（25歳）  | 大阪府 | 2024年8月16日              | 短編映画「あおざくら」出演（2018） 劇場公開映画「手のひらに込めて」エキストラ主演（2018） NHKよるドラ「だから私は推しました」（主演：白石聖）エキストラ出演（2019年） 映画「彼岸のふたり」出演（2021年） NHKよるドラ「あなたのブツが、ここに」エキストラ主演 |

### 過去の研究生
| 名前(読み)                   | ニックネーム | 担当カラー   | 生年月日             | 出身   | 活動期間                     | 備考                                            |
| ---------------------------- | ------------ | ------------ | -------------------- | ------ | ---------------------------- | ----------------------------------------------- |
| 水野まりん （みずの まりん） |              | スカイブルー | 2006年6月3日（19歳） | 奈良県 | 2024年9月13日 -(消息不明)    | 2024年9月13日の定期ライブで研究生としてお披露目 |
| 綾星麗奈 （あやせ れいな）   |              | イエロー     | 2011年8月3日（13歳） | 大阪府 | 2024年9月13日 -2025年6月14日 | 2024年9月13日の定期ライブで研究生としてお披露目 |

## 来歴

### 2012年
- 7月8日 1期生メンバー募集オーディション開催[4]。
- 10月21日 お披露目イベント、研究生12人全員が正規メンバーに昇格（結成日）。
- 12月1日 年末特別警戒隊出発式に参加し、奈良西警察署1日警察署長に就任。

### 2013年
- 3月6日 ヒルズパン工場にて初のワンマンライブ「ヤマトナデシカ」開催。CDシングル『ルシャナの気持ち』発売。オリジナル曲2曲目『Lady Silence』発表。イベントタイトル決定までの仮タイトルは「ルシャナリエ」。
- 4月24日 奈良NEVER LANDにて奈良県定期ライブとなるルシャナ会（仮）初開催。
- 6月14日 阿倍野ROCKTOWNにて「ヤマトナデシカ Vol.3」開催。オリジナル曲3曲目『ミライのカタチ』発表。
- 7月14日・15日 北陸アイドルフェスティバルに初遠征。
- 9月8日 イトーヨーカドー奈良店にて毎月定期開催となるルシャナの日初開催。
- 10月5日 ルシャナ生誕1周年記念公演「ヤマトナデシカ Vol.3」開催。CDシングル『終わらないラブストーリー』発売。
- 10月17日 大和明日香、堂本苺愛、天谷桃寧のメンバー3名が奈良警察署の1日警察署長を務め、法華寺と東大寺において、文化財の防犯装置や防火設備の点検を行った。
- 12月13日 U.M.U AWARD 2013決勝大会出場。

### 2014年
- 2月9日 ジモドルフェスタ 2014 WINTERの奈良県代表に選ばれ、ローソン奈良三条町店で一日店長を務める。
- 4月12日 アメリカワシントンD.C.で開催された全米桜祭りに出演。
- 7月6日 Yamanakako GirlsHeat 2014にて『やまとなでシカ』発表。
- 10月17日 OSAKA MUSEにて「ヤマトナデシカ Vol.4　～Le Siana 2周年記念パーティー～」開催。
- 10月26日 エンジョイスペース白ちゃんハウスにて「ヤマトナデシカ Vol.5　～3周年に向けての第一歩～」開催。3期生による2ndユニットTeam Kalra（チームかるら）結成を発表。

### 2015年
- 2月14日 イベントスペース「A-kukan」プレオープン。
- 3月5日 A-kukanにて毎週木曜日定期開催となる「ルシャナの木曜説法会」初開催。
- 3月22日 全日本アイドル選手権in滋賀で優勝。
- 3月28日 公式生誕祭初となる「ななこ生誕祭」開催（チームかるら単独公演）。
- 4月16日 ならどっとFMにて毎月定期放送番組「シカラバ！」スタート。
- 5月3日 OSAKA MUSEにて「ヤマトナデシカvol6 ～３周年にむけて向けての第2弾～ Le Siana初アルバム出しちゃいます」開催。初CDアルバム『Home』発売。
- 9月5日 メジャーデビューシングル『まほらば！』リリースイベント開始。
- 10月25日 3周年記念ライブ「やまとなでしか Vol.7」開催。4期生お披露目。メンバー組み換えにより新チームかるら結成。
- 10月31日 「あいどるのことなら、まかせな祭!!SP～in 志摩スペイン村～」ツアー催行。
- 11月7日 イトーヨーカドー奈良店にて毎月開催してきたルシャナの日最終回。
- 11月25日 メジャーデビューシングル『まほらば！』リリース。

### 2016年
- 3月26日・27日 事務所合同ユニットPink Snow Flowerとして台湾遠征。
- 4月9日・10日 茜丸四天王寺本店にて1日店長を務め、ルシャナどら焼きを販売。
- 6月26日 フレッシュライブに4.5期生として西倉 優が出演。
- 10月9日 4周年記念イベント「祝4周年★やまとなでシカ」開催。
- 10月29日 相沢美玲、小倉あん、月野みな、菟田野まなの4人が卒業。
- 11月13日 開催を予定していた東京ワンマンライブが中止。
- 11月26日 第32回国民文化祭・なら2017、第17回全国障害者芸術・文化祭なら大会のPR隊に就任し、せんとくんととにも「まほろば あいのわ コンサート」に出演。PR活動を行う。

### 2017年
- 1月21日 ファッションモデルとして「第138回 上田学園コレクション2017 UPDATE-ファッションは更新する-」に出演
- 2月11日 毎月定期開催となるファンミーティング初開催。
- 8月26日 新メンバー4人を加え、6人体制となって2ndシーズン始動。
- 9月2日 東大寺大仏殿で行われた第32回国民文化祭・なら2017、第17回全国障害者芸術・文化祭なら大会オープニング開会式に出席。
- 10月21日 5周年記念イベント「祝5周年★やまとなでシカ」開催。CDシングル『沙羅双樹の華』発売。

### 2022年
- 10月21日 結成10年を迎えて日本ご当地アイドル活性協会より『ご当地アイドル殿堂入り』に認定される[5]。
- 10月22日 10周年記念イベント「ヤマ10ナデシカ」開催。10周年記念ベストアルバム『ヤマ10ナデシカ』発売。

### 2024年
- 3月10日 藍あいさが卒業[6]。
- 4月10日 西倉優が脱退[7]。
- 4月30日、6月に開催されるクロちゃん主催の大型フェス「クロフェス2024 ～5周年だよ！全員集合！だしん！～」にて奈良県代表として選出が発表[8]。
- 5月30日 颯真生が治療に専念するため活動休止[9]。6月開催のクロフェスには朝比奈めいりがサポートメンバーとして参加する[10]。
- 8月2日 姫野ろえが卒業[11]。
- 8月16日 颯真生が卒業[12]。
- 9月13日 研究生2人をお披露目。

### 2025年
- 7月27日、9月に開催されるクロちゃん主催の大型フェス「クロフェス2025 6年目！クロフェスと結婚するしん！」にて奈良県代表として2年連続選出が発表[13]。

## バイオグラフィー
- 奈良警察署1日所長に就任。
- U.M.U AWARD2013ファイナリスト。
- アメリカワシントンD.C.で開催された全米桜祭りにご当地アイドルとして初出演。
- 奈良県のタウン情報誌「ぱーぷる」での「Le Sianaの奈良コレ!」連載。
- NHK全国「あまちゃん」マップ地元サポーター奈良県代表、ランキングバトル全国5位（近畿地方1位）。
- NHK恋する地元キャンペーン奈良県サポーター。
- 近畿限定 ローソンプレゼンツ ジモドルフェスタ 2014 WINTER奈良県代表。
- ならどっとFMでの「シカラバ!」定期生放送（月1回）。
- 「全日本アイドル選手権in滋賀」優勝。
- 茜丸四天王寺本店にて1日店長を務める。
- 第32回国民文化祭・なら2017、第17回全国障害者芸術・文化祭なら大会のPR隊。

## ディスコグラフィー

### シングル
インディーズ
- ルシャナの気持ち（2013年3月6日）

1. ルシャナの気持ち
2. Lady Silence

- 終わらないラブストーリー（2013年10月5日）

1. 終わらないラブストーリー
2. ミライのカタチ

- やまとなでシカ（2014年7月30日）

1. やまとなでシカ
2. real

メジャー
- まほらば!（2015年11月25日）
  - 選抜メンバー
    - Lチーム → 堂本苺愛 / 天谷桃寧 / 小倉あん / 日向菜々子
    - Sチーム → 大和明日香 / 相沢美玲 / 茉井良菜 / 龍音寺瑠衣

  - [L盤]
    1. まほらば!
    2. 百戦錬磨
    3. まほらば! (Team L MIX)

  - [S盤]
    1. まほらば!
    2. 百戦錬磨
    3. まほらば! (Team S MIX)

  - [通常盤]
    1. まほらば!
    2. 百戦錬磨
    3. アリア

インディーズ
- 沙羅双樹の華（2017年10月21日）

1. 沙羅双樹の華
2. キミ色脳内
3. 感じてDejave

### アルバム
インディーズ
- Home（2015年5月3日）
  1. Lady Silence
  2. サクセスライフ
  3. 花心
  4. 夢の中では
  5. 足跡
  6. ルシャナの気持ち
  7. HOME
- ヤマ10ナデシカ（2022年10月22日）
  1. ルシャナの気持ち
  2. Lady Silence
  3. 終わらないラブストーリー
  4. やまとなでシカ
  5. サクセスライフ
  6. まほらば！
  7. 沙羅双樹の華
  8. キミ色脳内
  9. 感じてDejavu
  10. 明日の空へ

## Le SianaオリジナルMIX
奈良いにしえMIX
すざく（朱雀）・びゃっこ（白虎）・せいりゅう（青龍）・げんぶ（玄武）・うねび（畝傍）・みみなし（耳成）・あまのかぐやま（天香久山）
（ファン考案）
奈良名物MIX
すぎ（杉）・そうめん（素麺）・たにぜ（谷瀬）・かきのは（柿の葉）・しか（鹿）・だいぶつ（大仏）・とうだいじ（東大寺）
（ファン考案）
ルシャナMIX
なら（奈良）・るしゃな（Le Siana）・あしゅら（阿修羅）・さくら（桜）・きんぎょ（金魚）・あすルビ（あすかルビー）・やまとなでシカ
（メンバー考案）
使用楽曲の例：奈良いにしえMIX、奈良名物MIX、ルシャナMIXを合わせて奈良ご当地3連MIXと呼び、ルシャナの気持ち、やまとなでシカの前奏で用いる。